# مجموعة ايكويتي القابضة المحدودة
مجموعة ايكويتي القابضة المحدودة: المعروفة سابقًا باسم مجموعة بنوك ايكويتي، هي شركة قابضة للخدمات المالية ومقرها منطقة البحيرات الكبرى الأفريقية . يقع المقر الرئيسي لـها في نيروبي ، كينيا، ولها فروع في كينيا وأوغندا وتنزانيا وجنوب السودان ورواندا وجمهورية الكونغو الديمقراطية . 

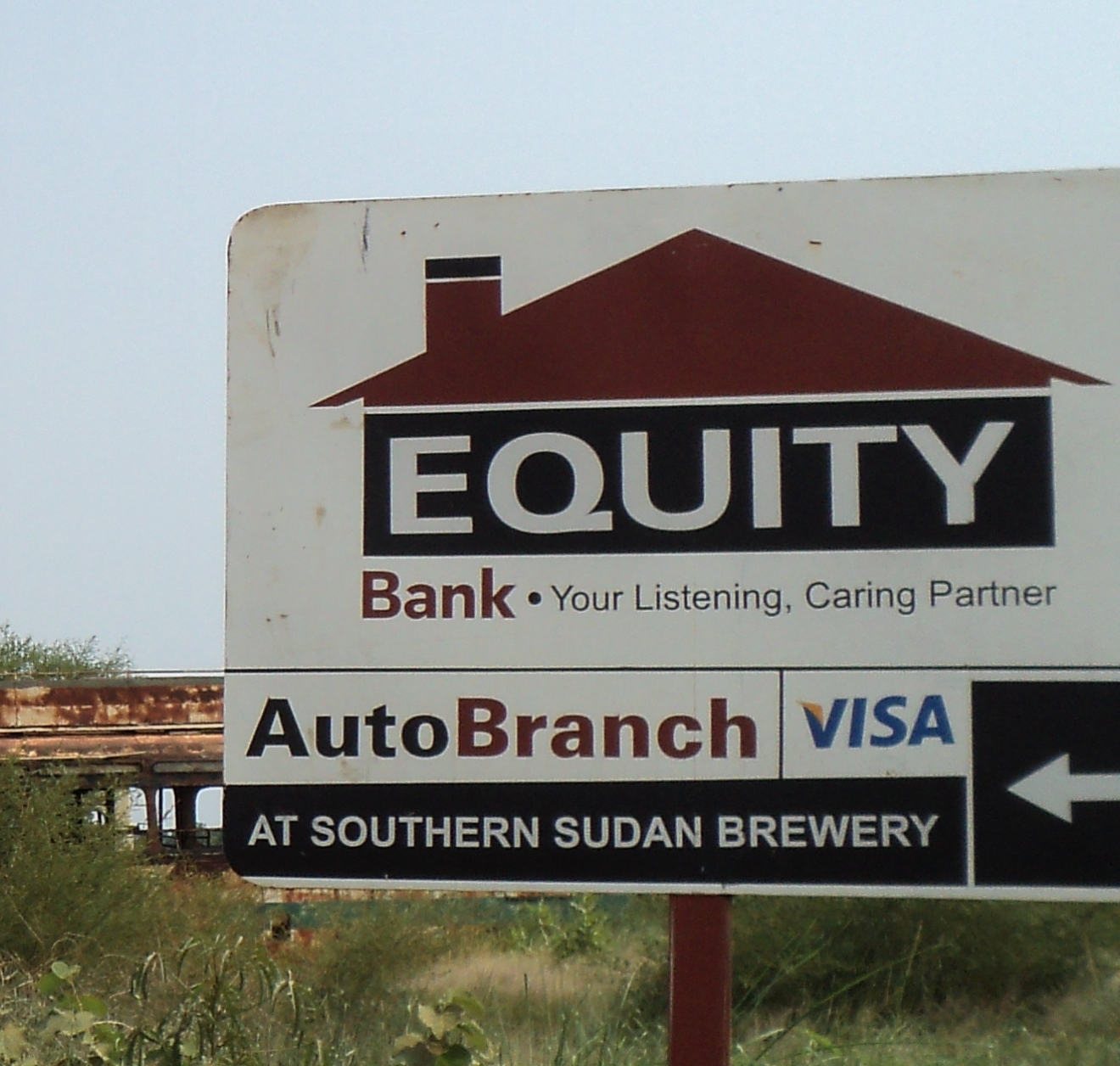
علامة سهم لطريق بنك في جوبا ، جنوب السودان

## روابط خارجية
- بنك الأسهم الصفحة الرئيسية نسخة محفوظة 2 سبتمبر 2015 على موقع واي باك مشين.
- موقع نيروبي للأوراق المالية
- البنك المركزي الكيني
- بنك الأسهم يبني صندوق حرب بقيمة 20 مليار شلن كيني لصالح عمليات الاستحواذ في إفريقيا